# Nicola Schiavoni Carissimo
Nicola Schiavoni Carissimo (Manduria, 14 marzo 1818 – Manduria, 20 novembre 1904) è stato un politico italiano, senatore del Regno d'Italia dalla XVI legislatura.

## Biografia
Nacque a Manduria, allora provincia di Terra d'Otranto, il 14 marzo 1818, secondogenito di Tommaso Schiavoni, ricco proprietario terriero, e Carmela Carissimo, gentildonna di Ostuni. Fu educato da Marco Gatti, abate colto e laico.
Di idee liberali e simpatizzante di Giuseppe Mazzini, nel maggio 1848 partecipò, a Manduria e nel capoluogo di provincia, Lecce, alle proteste per il ritiro della Costituzione concessa in febbraio dal re Ferdinando II di Borbone. Arrestato il 14 settembre, nell'autunno del 1850 fu processato, con il duca Sigismondo Castromediano, il canonico Salvatore Filotico e altri patrioti pugliesi, per cospirazione politica. Il 2 dicembre di quell'anno fu condannato a trenta anni di "ferri", ad essere cioè non solo incarcerato, ma legato in permanenza a un altro detenuto con una catena di ferro. Scontò la pena nelle galere borboniche – visitate da William Gladstone che ne scrisse definendo il governo borbonico "negazione di Dio" - di Procida, Montefusco, Montesarchio e Nisida.
A gennaio del 1859, in occasione delle nozze dell'erede al trono Francesco con l'arciduchessa Maria Sofia di Baviera, Ferdinando II concesse a 66 detenuti, tra cui Schiavoni, la commutazione della pena nell'esilio negli Stati Uniti d'America. Gli esuli furono accompagnati da una nave militare fino al porto spagnolo di Cadice, dove furono trasferiti su un'imbarcazione commerciale che avrebbe dovuto sbarcarli a New York. Ma il figlio di uno degli esuli, Luigi Settembrini, che si era imbarcato anch'egli travestito da cameriere cubano, convinse il capitano della nave, sotto la minaccia di denunciarlo alle autorità statunitensi, a sbarcarli invece nel porto irlandese di Cork, dove furono accolti da perseguitati politici. Da Cork Schiavoni passò a Londra, dove rimase circa un anno, per poi tornare nelle provincie meridionali ormai liberate da Garibaldi e parte del Regno d'Italia. Nel 1861, dopo l'unità d'Italia, si candidò nel collegio di Manduria e fu eletto alla Camera dei deputati, avendo accesso al primo Parlamento Italiano. Nel 1863 sposò Maria Paganetti, valdese.
Terminata la legislatura, fece ritorno nel suo paese natale, dove si occupò della politica locale. Nel 1876 aderì al "programma di Stradella" di Agostino Depretis e nel 1882 fu eletto deputato per la seconda volta. Nel 1886 si dimise dalla Camera e immediatamente dopo fu nominato Senatore dal Re Vittorio Emanuele II. Nel 1893 perse improvvisamente il suo primogenito Carmelo, brillante avvocato e appassionato politico di appena 29 anni. Negli ultimi anni, si dedicò alla creazione della biblioteca cittadina, che volle intitolare a Marco Gatti e che fu inaugurata nel 1899. Morì il 20 novembre 1904.